# وینالیا
وینالیا (به انگلیسی: Winnaleah) یک شهرک در استرالیا است که در تاسمانی واقع شده‌است.